# Cliffs of Dover (composición)
Cliffs of Dover es una pieza instrumental escrita por el músico Eric Johnson en la década de los 80. Forma parte de su álbum Ah Via Musicom. La composición toma su nombre de los acantilados de Dover. Ganó un Premio Grammy en 1991 por la Mejor Interpretación de Rock Instrumental, venciendo a The Allman Brothers Band, Rush, Yes y a Danny Gatton. También se encuentra en el lugar número 17 en la lista de los 100 mejores solos de la historia. La pieza también apareció en el videojuego Guitar Hero III: Legends of Rock en la tanda final de canciones.
- Datos: Q2569668